# Kostebrau
Kostebrau (in alto sorabo Kósćerjow) è una frazione (Ortsteil) della città tedesca di Lauchhammer.

## Storia
Il 20 settembre 1993 il comune di Kostebrau venne aggregato alla città di Lauchhammer.